# Liste der Evangelischen Theologen an der Ludwig-Maximilians-Universität München
In der Liste der Evangelischen Theologen an der Ludwig-Maximilians-Universität München werden alle Hochschullehrer gesammelt, die an der Evangelisch-Theologischen Fakultät der Ludwig-Maximilians-Universität seit deren Gründung 1967 lehrten und lehren. Das umfasst im Regelfall alle regulären Hochschullehrer, die Vorlesungen halten durften, also habilitiert waren. Namentlich sind das Ordinarien, Außerplanmäßige Professoren, Juniorprofessoren, Gastprofessoren, Honorarprofessoren, Lehrstuhlvertreter und Privatdozenten. Theologen des Mittelbaus (Dozenten: Assistenten und Mitarbeiter) sind nur in begründeten Ausnahmefällen berücksichtigt.
| Wissenschaftler         | von                   | bis  | Funktionen           | Bemerkungen                                        | Bild |
| ----------------------- | --------------------- | ---- | -------------------- | -------------------------------------------------- | ---- |
| Albrecht, Christian     | 2008                  |      | Ordinarius           | Ordinarius für Praktische Theologie                |      |
| Baltzer, Klaus          | 1967                  | 1996 | Ordinarius           | Ordinarius für Alttestamentliche Theologie         |      |
| Bäumler, Christof       | 1970                  | 1995 | Ordinarius           | Ordinarius für Praktische Theologie                |      |
| Baur, Jörg              | 1969                  | 1978 | Ordinarius           | Ordinarius für Systematische Theologie             |      |
| von Brück, Michael      | 1991                  |      | Ordinarius           | Ordinarius für Religionswissenschaft               |      |
| Bürkle, Horst           | 1968                  | 1987 | Ordinarius           | Ordinarius für Missions- und Religionswissenschaft |      |
| Fraas, Hans-Jürgen      | 1980                  | 2000 | Ordinarius           | Ordinarius für Praktische Theologie                |      |
| Goppelt, Leonhard       | 1968                  | 1973 | Ordinarius           | Ordinarius für Neutestamentliche Theologie         |      |
| Graf, Friedrich Wilhelm | 1999                  |      | Ordinarius           | Ordinarius für Systematische Theologie             |      |
| Hahn, Ferdinand         | 1976                  | 1994 | Ordinarius           | Ordinarius für Neutestamentliche Theologie         |      |
| Hartenstein, Friedhelm  | 2010                  |      | Ordinarius           | Ordinarius für Alttestamentliche Theologie         |      |
| Hegermann, Harald       | 1969                  | ?    | Ordinarius           | Ordinarius für Neutestamentliche Theologie         |      |
| Herms, Eilert           | 1979                  | 1985 | Ordinarius           | Ordinarius für Systematische Theologie             |      |
| Holtz, Gudrun           | 2011                  | 2012 | Lehrstuhlvertreterin | Vertretung für Neutestamentliche Theologie         |      |
| Kaufmann, Thomas        | 1996                  | 2000 | Ordinarius           | Ordinarius für Kirchengeschichte                   |      |
| Koschorke, Klaus        | 1993                  |      | Ordinarius           | Ordinarius für Kirchengeschichte                   |      |
| Kretschmar, Georg       | 1967                  | 1990 | Ordinarius           | Ordinarius für Kirchengeschichte                   |      |
| Krusche, Peter          | 1968                  | 1983 | Ordinarius           | Ordinarius für Praktische Theologie                |      |
| Kuhn, Heinz-Wolfgang    | 1986                  | 1999 | Ordinarius           | Ordinarius für Neutestamentliche Theologie         |      |
| Levin, Christoph        | 1998                  |      | Ordinarius           | Ordinarius für Alttestamentliche Theologie         |      |
| Oelke, Harry            | 2002                  |      | Ordinarius           | Ordinarius für Kirchengeschichte                   |      |
| Otto, Eckart            | 1996                  | 2009 | Ordinarius           | Ordinarius für Alttestamentliche Theologie         |      |
| Pannenberg, Wolfhart    | 1967                  | 1994 | Ordinarius           | Ordinarius für Systematische Theologie             |      |
| Rendtorff, Trutz        | 1968                  | 1999 | Ordinarius           | Ordinarius für Systematische Theologie             |      |
| Rohls, Jan              | 1988                  |      | Professor            | Professor für Systematische Theologie              |      |
| Schwab, Ulrich          | 2001                  |      | Ordinarius           | Ordinarius für Praktische Theologie                |      |
| Schwarz, Reinhard       | 1968                  | 1996 | Ordinarius           | Ordinarius für Kirchengeschichte                   |      |
| Steck, Wolfgang         |                       |      | Ordinarius           | Ordinarius für Praktische Theologie                |      |
| du Toit, David          | 2008                  |      | Professor            | Professor für Neutestamentliche Theologie          |      |
| Stuckenbruck, Loren T.  | 2012                  |      | Ordinarius           | Ordinarius für Neutestamentliche Theologie         |      |
| Wedderburn, Alexander   | 1994                  | 2006 | Ordinarius           | Ordinarius für Neutestamentliche Theologie         |      |
| Wenz, Gunther           | 1995 (1984 Professor) |      | Ordinarius           | Ordinarius für Fundamentaltheologie und Ökumene    |      |